# Khởi nghĩa Quốc gia Slovakia
Khởi nghĩa Quốc gia Slovakia (tiếng Slovak: Slovenské národné povstanie, viết tắt là SNP) là một cuộc khởi nghĩa quân sự được tổ chức bởi phong trào kháng chiến Slovakia trong Thế chiến thứ hai tại Trung Slovakia. Phong trào kháng chiến này chủ yếu được đại diện bởi các thành viên của Đảng Dân chủ, các đảng xã hội dân, và các đảng cộng sản. Cuộc khởi nghĩa bắt đầu vào ngày 29 tháng 8 năm 1944 từ Banská Bystrica với mục tiêu chống lại quân Đức đã chiếm đóng lãnh thổ Slovakia và lật đổ chính phủ đồng minh của Jozef Tiso. Mặc dù phần lớn phong trào kháng chiến bị đánh bại bởi lực lượng Đức, nhưng các hoạt động du kích tiếp tục cho đến khi Quân Đỏ, Quân Czechoslovakia và Quân Độc lập Romania chiếm lãnh thổ Cộng hòa Slovakia vào năm 1945.
Trong thời kỳ hậu chiến, nhiều thực thể chính trị, chủ yếu là Đảng Cộng sản, đã cố gắng "bắt cóc" cuộc khởi nghĩa để tôn vinh họ. Chính quyền Cộng sản ở Czechoslovakia trình bày Cuộc khởi nghĩa như một sự kiện được khởi xướng và thống trị bởi lực lượng Cộng sản. Một số người theo chủ nghĩa dân tộc Slovakia, ngược lại, cho rằng cuộc khởi nghĩa là một âm mưu chống lại dân tộc Slovakia, vì một trong những mục tiêu chính của nó là đẩy bỏ chế độ của nhà nước đồng minh Slovakia và tái lập Czechoslovakia. Trên thực tế, nhiều phe phái đã tham gia vào cuộc khởi nghĩa, trong đó có đơn vị của Quân đội Slovakia, phong trào kháng cự Dân chủ, du kích Cộng sản và lực lượng quốc tế. Do sự phân hóa này, Cuộc khởi nghĩa không có sự ủng hộ dân chủ rõ ràng. Tuy nhiên, những người tham gia và ủng hộ Cuộc khởi nghĩa đại diện cho mọi tôn giáo, tầng lớp, độ tuổi và phe phái chính trị chống Đức Quốc xã trong dân tộc Slovakia.

## Bối Cảnh

### Tình hình chính trị
Ngày 14 tháng 3 năm 1939, dưới sức ép mạnh mẽ từ Đế chế Thứ ba, Quốc hội Slovakia tuyên bố độc lập khỏi Cộng hòa Czechoslovakia và tuyên bố lập nên Nhà nước Slovakia. Phát triển chính trị của Slovakia trong sáu năm tiếp theo được xác định bởi tình trạng "quốc gia bảo hộ" của Đức Quốc xã. Trong "Hiệp định bảo hộ" ký ngày 23 tháng 3 năm 1939, Slovakia cam kết thực hiện chính sách ngoại giao và xây dựng quân đội của mình "chặt chẽ phối hợp" với Đế chế Đức và cung cấp "vùng bảo hộ" ở phần Tây của đất nước để Đế quốc thiết lập cơ sở quân sự và đồn trại. Trong "Biên bản mật về hợp tác kinh tế và tài chính," Đức cũng đảm bảo quyền lợi của mình đối với kinh tế Slovakia. Như một phản ứng, Đức cam kết "bảo vệ sự độc lập chính trị của Nhà nước Slovakia và tính toàn vẹn của lãnh thổ của nó."